# Пліт Медузи
«Пліт Медузи» (фр. Le Radeau de la Méduse)  — картина французького художника Теодора Жеріко 1819 року, одне з найзнаменитіших полотен епохи романтизму. 

## Сюжетна основа
1816 року Англія, яка під час Наполеонівських війн захопила західноафриканську колонію Сенегал, повернула її Франції. У зв'язку з цим французький уряд відправив до узбережжя Сенегалу чотири фрегати, одним з яких була «Медуза», з метою переправити до Африки представників адміністрації та дослідників. Серед близько 400 чоловік на борту був також новий губернатор Сенегалу рояліст Жульєн-Дезіре Шмальц. Капітаном «Медузи» був Юґ Дюруа де Шомарей, який утік від Наполеона і 25 років перебував у еміграції (Кобленц, Лондон).
Таким чином сюжет картини спирається на реальну подію, що трапилася 2 липня 1816 року біля берегів Сенегалу. Застрягши на мілині Арген за 40 льє від африканського берега, капітан фрегата «Медуза» наказав зробити величезний пліт, оскільки шістьох шлюпок на всіх не вистачало. Невдовзі 150 пасажирів та членів команди висадились на пліт, що мав розміри 8×15 м. Брак харчів призвів до масового канібалізму. Тож тільки 15 чоловік залишилися живими й на тринадцятий день поневірянь були підібрані бригом «Аргус». Подробиці плавання, описані лікарем Медузи Анрі Савіньї, потрясли громадськість, а сама корабельна аварія стала причиною скандалу у французькому уряді через звинувачення в некомпетентності капітана судна та недостатності спроб порятунку потерпілих. 

## Образне рішення

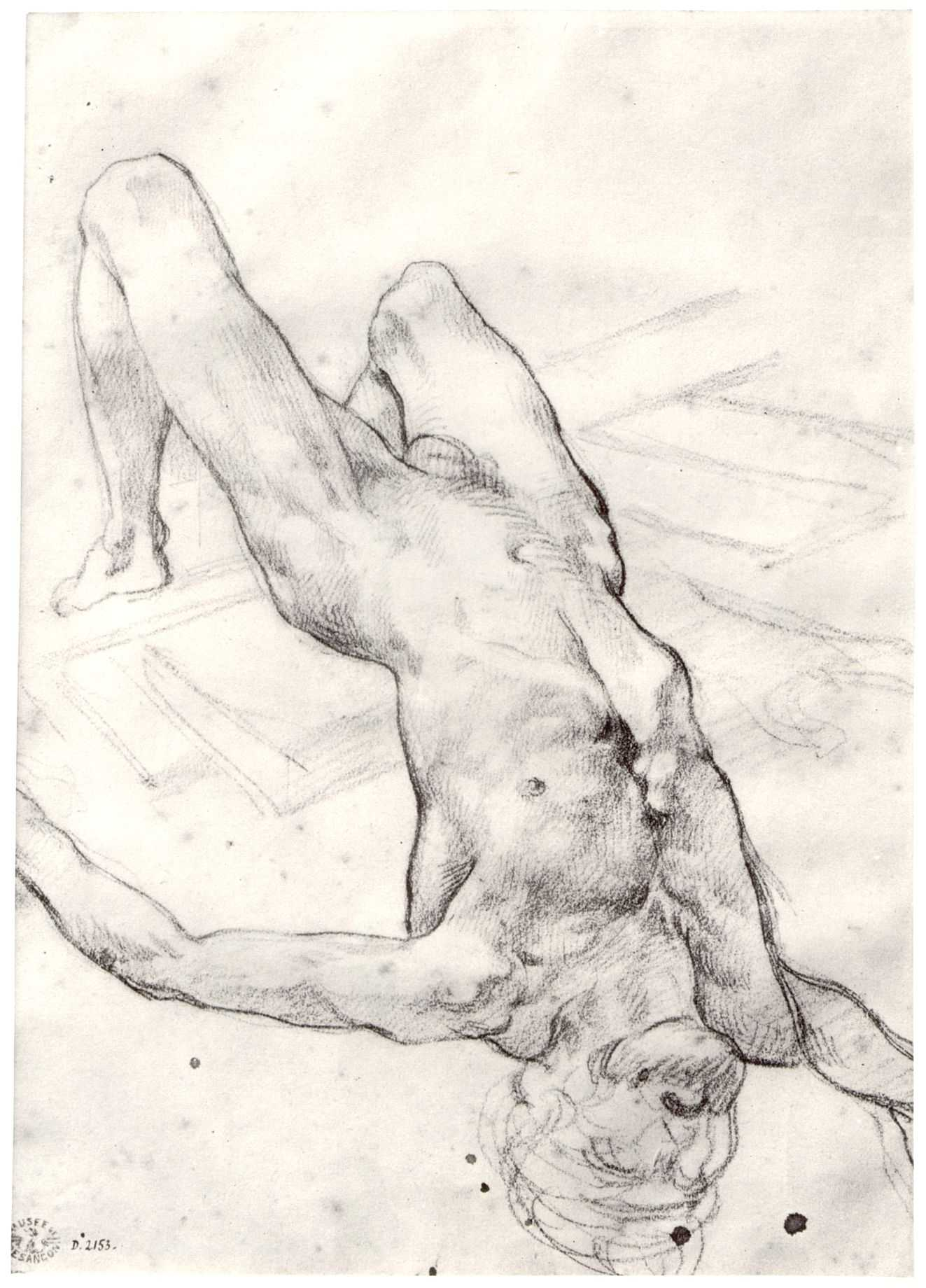
Етюд 1818 року

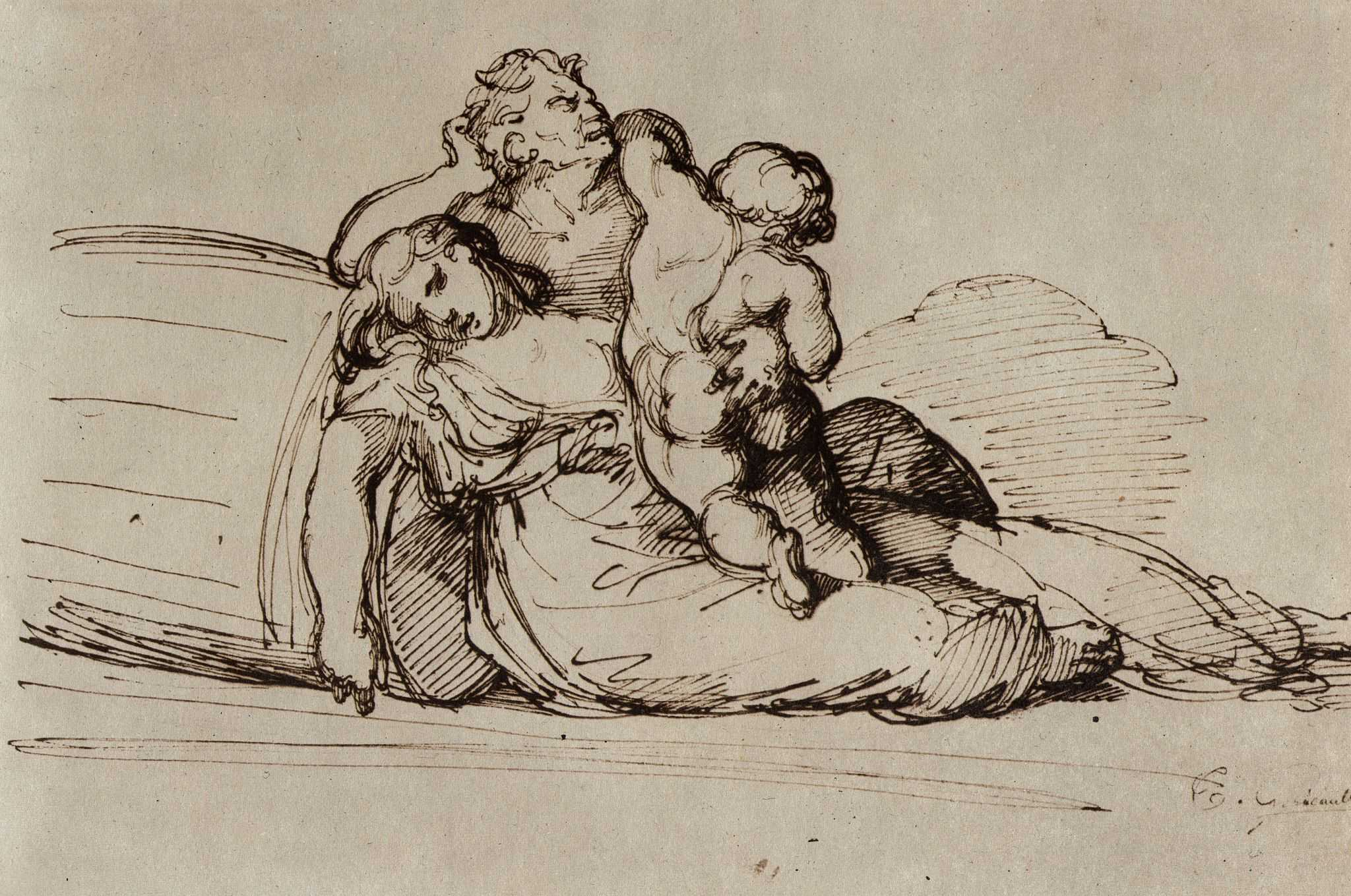
Один з ранніх етюдів

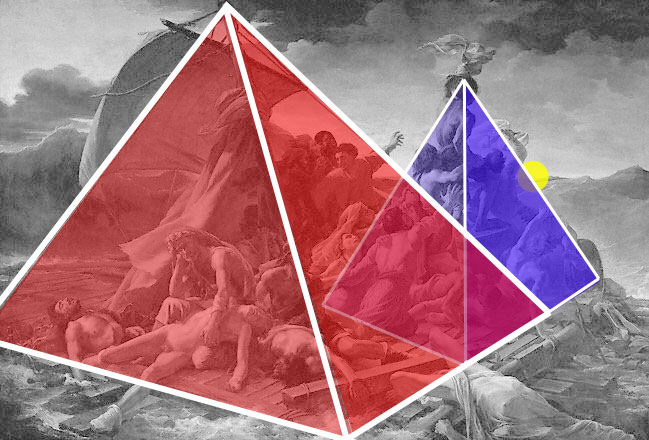
Дві умовні піраміди, що виступають основою композиції картини

Велетенське полотно вражає своєю виразною потужністю. Жеріко зумів створити яскравий образ, поєднавши в одній картині мертвих і живих, надію і відчай. Ідея намалювати таке полотно виникла в Жеріко після спілкування з лікарем «Медузи» Анрі Савіньї, якого він зобразив на картині (це бородатий чоловік ліворуч від щогли). Картині передувала величезна підготовча робота. 
Жеріко робив численні етюди вмираючих в лікарнях, досліджував колір трупів страчених. 
Незважаючи на реальне підґрунтя, картина є яскравим виявом мистецької свободи.  Про те, що пліт був значно більший, Жеріко натякає з лівого боку полотна. Можна припустити, що в реальності офіцери на плоту були в своїх уніформах, а загалом усі потерпілі після 13 днів дрейфу без їжі й води мали доволі жалюгідний вигляд. На картині напрочуд м'язисті людські тіла утворюють своєрідну піраміду, вдивляючись у невидимий для спостерігача рятівний для них корабель Арґус. Бурхливе море й грізні хмари також не відповідають реальним умовам, що були на плоту. Жеріко, напевне, здавалося, що страждання потерпілих від палючого сонця важче зобразити як символ безпомічності перед стихією. Так само не було на плоту зображеного Жеріко вітрила. Команда Арґуса повідомляла, що, помітивши пліт, вони спершу сприйняли щоглу й обривки тканини за рештки вітрила чи вивішену білизну, тоді як насправді це були шматки людського м'яса, вивішені для в'ялення.
Тіло, що праворуч звисає у воду, було домальоване Жеріко напередодні публічного показу, аби підкреслити «піраміду тіл» на плоту. З цієї причини домальоване тіло вийшло відчутно більшим у порівнянні з іншими тілами.
"Пліт «Медузи» став останнім із завершених творів Жеріко. 1818 року, коли Жеріко працював над картиною "Пліт «Медузи», що поклала початок французькому романтизму, Ежен Делакруа, який позував для свого друга, став свідком народження композиції, яка ламала всі звичні уявлення про живопис. Пізніше Делакруа згадував, що побачивши закінчену картину, він «в захваті кинувся бігти, як божевільний, і не міг зупинитися до самого дому». 

## Реакція публіки
Коли Жеріко виставив "Пліт «Медузи» в Салоні 1819 року, картина викликала обурення публіки, оскільки художник всупереч академічним нормам того часу використовував такий великий формат не для зображення героїчного, повчального або класичного сюжету, а для змалювання страждань.
Картину було придбано 1824 року, зараз вона знаходиться в 77-му залі на 1-му поверсі галереї Денон в Луврі. Код: INV. 4884. 

## Пліт «Медузи» в мистецтві
- Сюрреаліст Луїс Бунюель, надихнувся[1] картиною Жеріко на створення фільму «Ангел-винищувач» (1962) про групу людей, яких доля ізолювала від навколишнього світу  — щоправда, не на плоту, а у вітальні розкішного особняка.
- 1968 року німецький композитор Ганс Вернер Генце написав ораторію «Пліт Медузи», постановка якої вилилася в політичний скандал (ораторія була присвячена Ернесто Че Геварі).

 * 1969 року вийшов роман Веркора «Пліт Медузи» (Le radeau de la Meduse). 
- Історія плота «Медузи» була використана в романах Ежена Сю «Саламандра» (1832), Алессандро Барікко «Море-Океан» (2003) та Джуліана Барнса «Історія світу в 10 ½ главах» (1989).

Сьогодні бронзовий барельєф Пліт Медуза роботи Антуана Ете прикрашає могилу Жеріко на паризькому цвинтарі Пер-Лашез.